# Anáhuac, Chihuahua
Anáhuac är en ort i Mexiko.   Den ligger i kommunen Cuauhtémoc och delstaten Chihuahua, i den nordvästra delen av landet, 1 300 km nordväst om huvudstaden Mexico City. Anáhuac ligger 1 981 meter över havet och antalet invånare är 10 696.
Terrängen runt Anáhuac är huvudsakligen platt, men åt sydost är den kuperad. Runt Anáhuac är det mycket glesbefolkat, med 5 invånare per kvadratkilometer. Närmaste större samhälle är Cuauhtémoc, 14,1 km sydväst om Anáhuac. Omgivningarna runt Anáhuac är i huvudsak ett öppet busklandskap.